# 湯普森 (紐約州)
湯普森（英語：Thompson）是一個位於美國紐約州沙利文縣的鎮。

## 人口
根據2020年美國人口普查的數據，湯普森的面積為226.62平方千米，當中陸地面積為217.79平方千米，而水域面積為8.83平方千米。當地共有人口16550人，而人口密度為每平方千米73人。